# Kronisme
Le kronisme (ou cronisme) est une pratique chez les oiseaux consistant à tuer (voire manger) un ou plusieurs de leurs poussins afin d'améliorer les chances de survie des autres poussins. Il se produit quand les conditions alimentaires sont défavorables.
Il se produit notamment chez le héron cendré et la cigogne blanche.